# 4 Blocks
4 Blocks est une série télévisée allemande créée et réalisée par Marvin Kren (de). Les deux premiers épisodes ont été diffusés à la Berlinale le 15 février 2017.
La première saison est diffusée en Allemagne sur la chaîne TNT Serie entre le 8 mai et le 12 juin 2017 puis est apparue en France sur Warner TV le 9 novembre 2017. Elle est constituée de 6 épisodes d'une durée de 55 minutes chacun. La série a été récompensée au festival Séries Mania. Tout de suite après sa sortie, elle est surnommée la Gomorra allemande au vu de sa forte similitude avec la série originale Gomorra.
La troisième saison est diffusée à partir du 25 juin 2020 sur Warner TV.
D'un genre thriller, cette série suit le quotidien de la mafia libanaise de Berlin.

## Synopsis

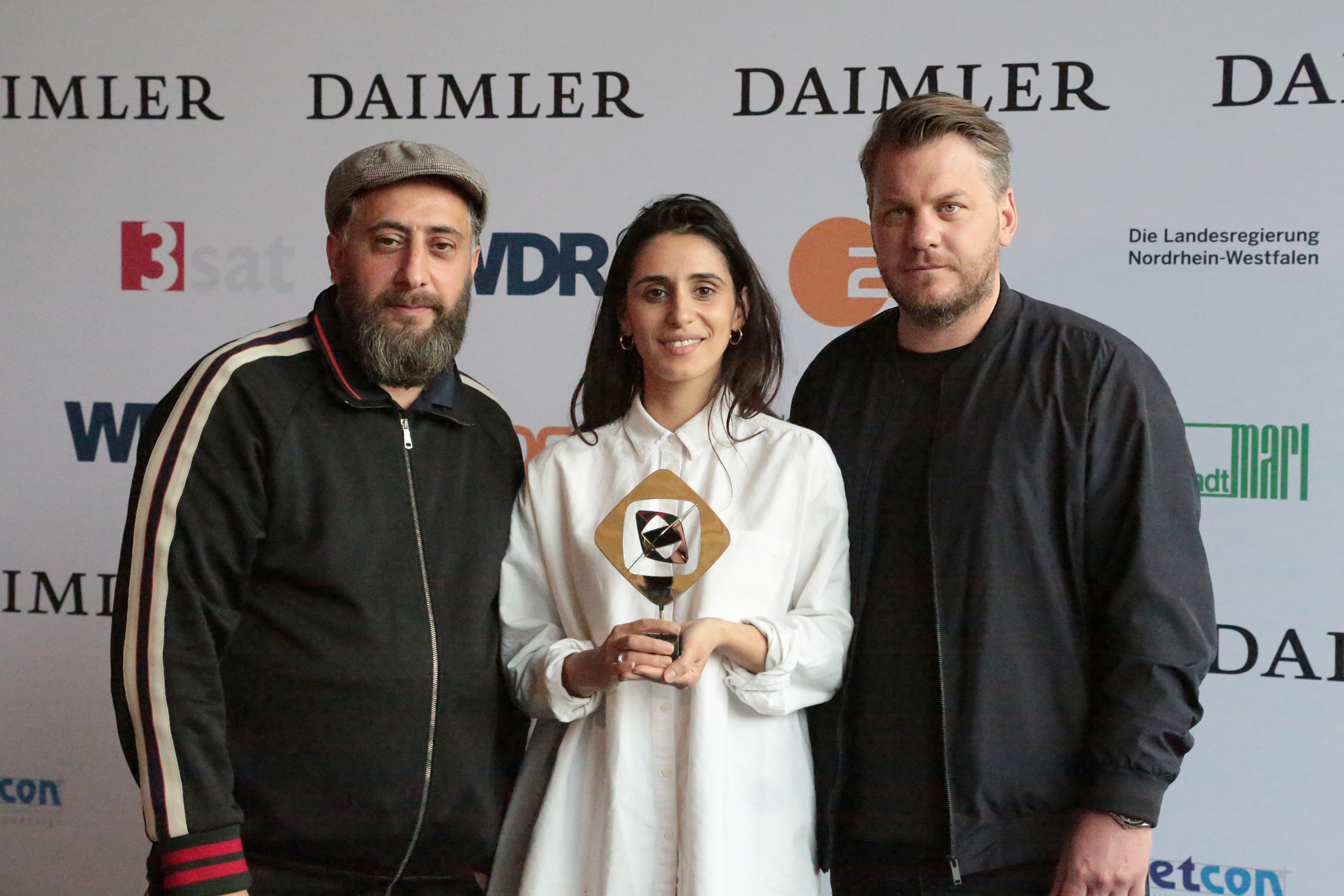
L'acteur alias Tony accompagné de l'actrice Maryam Zaree qui joue le rôle de Kalila la femme de Toni et le réalisateur de la série.

Toni, d'origine libanaise, vit avec sa famille à Berlin depuis 26 ans et dirige une organisation criminelle familiale dans le quartier de Neukölln. Il retrouve Vince, un vieil ami, que son frère Abbas n'apprécie pas. Vince est en fait sous couverture pour la police.
À la tête du clan des Hamady, Toni prépare sa réorientation professionnelle pour quitter le trafic de drogue, la prostitution et le blanchiment d’argent. Mais quand son beau-frère Latif est arrêté, il est impossible pour lui de quitter la tête du clan.

## Distribution
- Kida Khodr Ramadan (VF : Serge Faliu) : Ali "Tony" Hamady
- Frederick Lau (VF : Jochen Hägele) : Vince Kerner
- Veysel Gelin (VF : Julien Meunier) : Abbas Hamady
- Almila Bagriacik (VF : Alice Taurand) : Amara Hamady
- Maryam Zaree (VF : Armelle Gallaud) : Kalila Hamady
- Karolina Lodyga (VF : Olivia Nicosia) : Ewa Niziol
- Sami Nasser (VF : Jean-Rémi Tichit) : Kemal Hamady
- Massiv (VF : Gilles Morvan) : Latif Hamady
- Oliver Masucci (VF : Boris Rehlinger) : Hagen Kutscha
- Dirk Nocker (VF : Bruno Magne) : Georg Nickel

## Liste des épisodes

### Première saison (2017)
1. Frères (Brüder)
2. Le Faux 9 (Die falsche Neun)
3. Ibrahim
4. Trahison (Verrat)
5. Impuissant (Machtlos)
6. Le Mort ambulant (Dead Man Walking)

### Deuxième saison (2018)
1. Incendie (Feuer)
2. L'agneau et le lion (Schafe und Löwen)
3. Sang (Blut)
4. Libre (Frei)
5. Paix (Frieden)
6. Réparation (Wiedergutmachung)
7. Victoire et défaite (Gewinnen und Verlieren)

### Troisième saison (2019)
Diffusée du 7 novembre 2019 au 7 décembre 2019 sur TNT Serie (en).
1. Ali
2. The Route of Money (Der Weg des Geldes)
3. Ennemi rapproché (Vertrauter Feind)
4. Diamants (Diamanten)
5. Pacte avec le diable (Der Pakt mit dem Teufel)
6. Frères à la vie à la mort (Brüder für immer)

## Postérité
La série inspire une série italienne similaire, Blocco 181.